# Cruz Alta (Serra de Sintra)

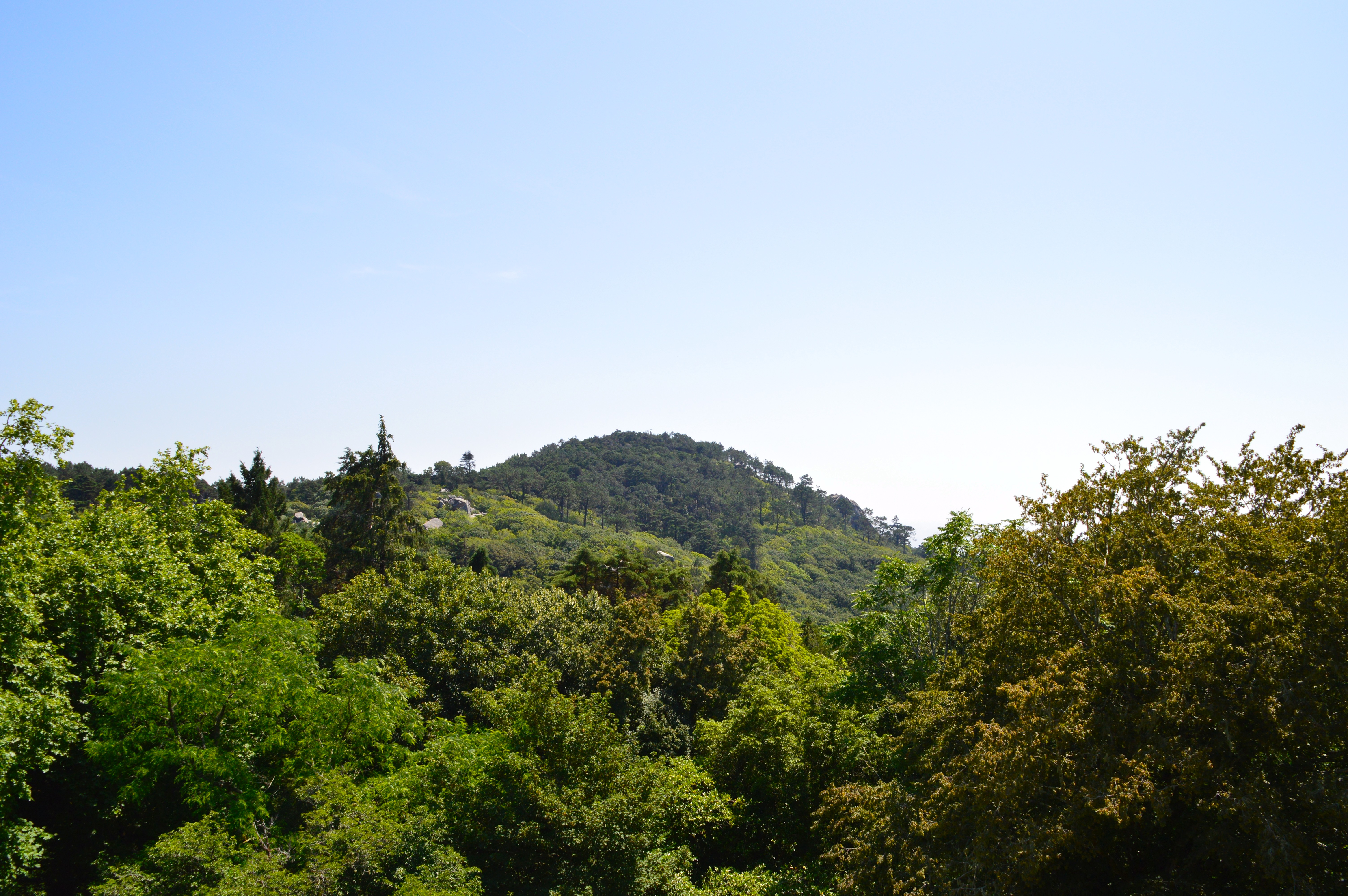
Cruz Alta od północy

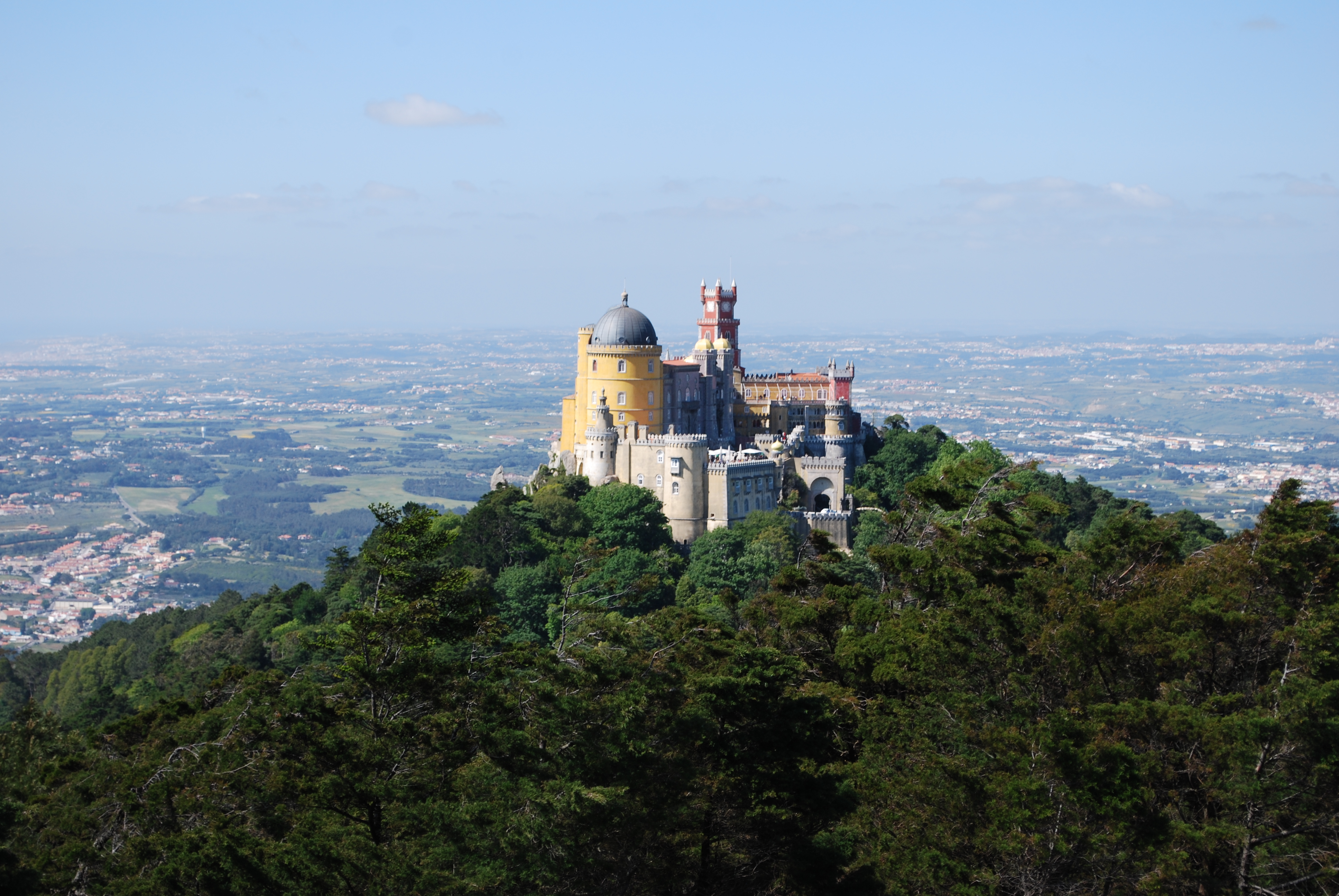
Widok na pałac Pena ze szczytu

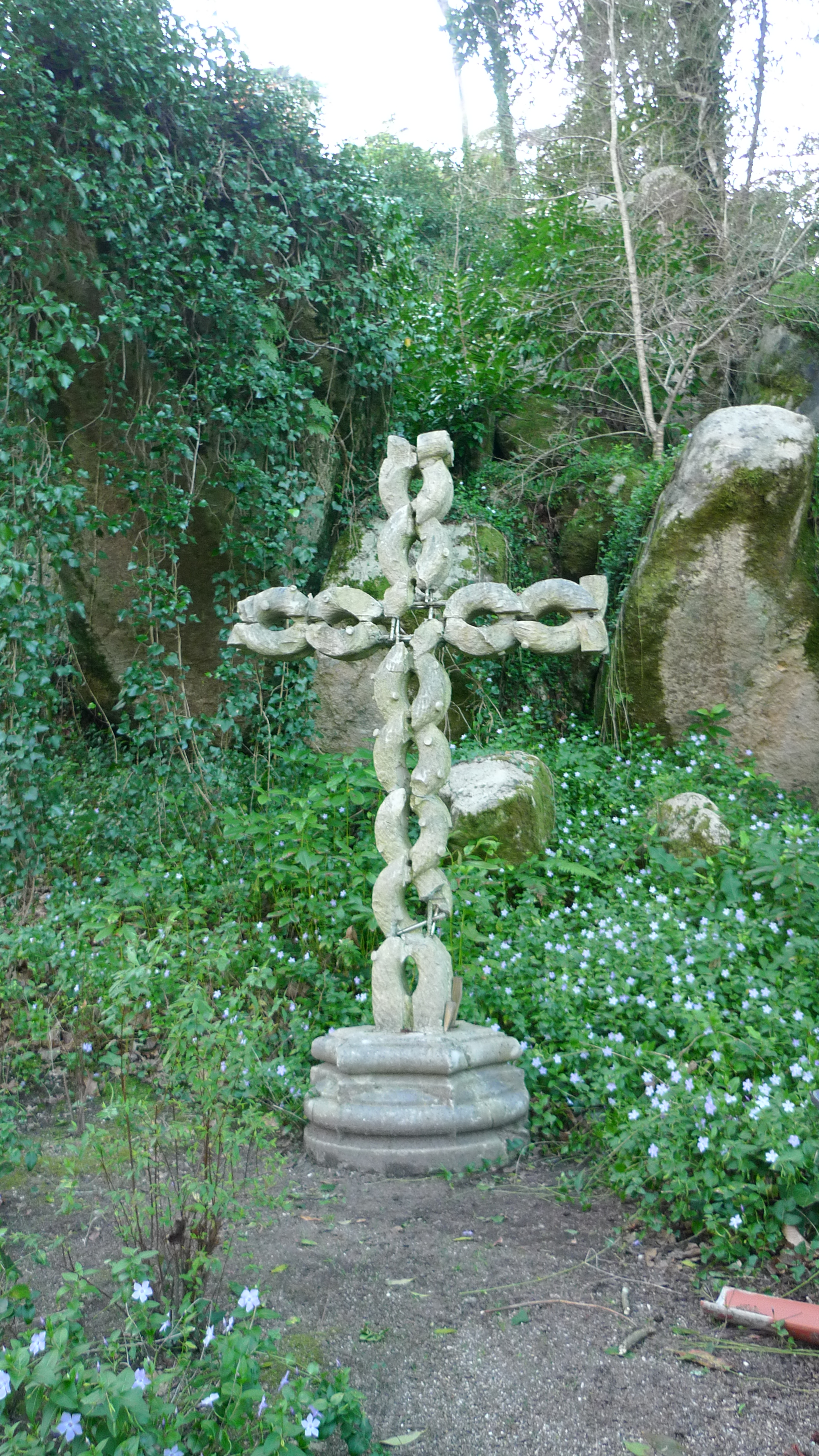
Stary krzyż

Cruz Alta (pol. Wysoki Krzyż, 528 m n.p.m.) - najwyższy szczyt pasma górskiego Serra de Sintra w zachodniej Portugalii. Wznosi się ok. 300 m ponad równiny otaczające to niewielkie pasmo.

## Położenie
Szczyt leży we wschodniej części pasma, ok. 2 km na południe od pałacu królewskiego w Sintrze i ok. 650 m na południe od pałacu Pena. Wraz z otaczającym go parkiem wchodzi w skład Krajobrazu Kulturowego Sintry, wpisanego na listę UNESCO.

## Charakterystyka
Cruz Alta zbudowany jest z granitu. Jego wierzchołek tworzy zgrupowanie potężnych,  zaokrąglonych bloków skalnych, wystających nieznacznie ponad porastające je okazy karłowatych drzew. Stoki są dość łagodne, usiane wszakże gęsto wielkimi granitowymi głazami. Porasta je las niezbyt gęsty, jednak o bardzo bogatym podszyciu. W drzewostanie dominuje kilka gatunków dębów, którym towarzyszy sosna nadmorska, zaś na stokach południowych sosna pinia. W podszyciu licznie występują ostrokrzew kolczasty i bluszcz pospolity, którego pędy nie tylko oplatają pnie drzew, ale wraz z łanami barwinka zaścielają dno lasu.
Średnia roczna temperatura na szczycie wynosi 14-15 ºC, przy czym średnie temperatury poszczególnych miesięcy nie spadają tu poniżej 6 ºC w styczniu i nie przekraczają 20 ºC w sierpniu.  Roczna suma opadów sięga tu blisko 1000 mm, przy czym opady śniegu występują tu jedynie wyjątkowo. Wierzchołek jest wietrzny – dominują wiatry północne i północno-zachodnie.

## Szczyt
Wierzchołek Cruz Alta wieńczy biały, kamienny krzyż. Pierwszy krzyż na najwyższej skale gór Sintra rozkazał wznieść już w 1522 r. portugalski król Jan III Pobożny z dynastii Aviz. Ten pierwszy krzyż z czasem uległ zniszczeniu. Kiedy w połowie XIX w. Ferdynand II podjął przebudowę dawnego klasztoru hieronimitów w dzisiejszy bajkowy pałac Pena, polecił również ustawić na „Wysokim Krzyżu” nowy monument, wzorowany na starym krzyżu odnalezionym wówczas na terenie zamkowego parku. Każde ramię tego krzyża, wykutego w jednym bloku kamienia w formie nawiązującej do typowo portugalskiego stylu manuelińskiego, tworzą cztery splatające się ze sobą „gałęzie”. W 1997 r. 150-letni stary krzyż został poważnie uszkodzony na skutek uderzenia pioruna. Po jego demontażu i częściowej renowacji został ustawiony przy drodze dojściowej do pałacu Pena, w miejscu, w którym odgałęzia się od niej stara ścieżka dojściowa do dawnego konwentu. Na szczycie góry została ustawiona jego wierna replika, którą w lipcu 2008 r. poświęcił biskup pomocniczy Lizbony, Carlos Azevedo.

## Turystyka
Cruz Alta, leżący w granicach parku Pena i dostępny w ok. 20 min. wygodną, brukowaną kostką granitową drogą spod pałacu Pena (niespełna 1 km), nie jest zbyt często odwiedzany przez turystów, którzy w większości zadowalają się widokami z pałacowych murów. Tymczasem rozległa, dookolna panorama z Cruz Alta przy dobrej widoczności sięga na zachodzie po Atlantyk (w rejonie Cabo da Roca), a na wschodzie – bez mała po Lizbonę. Ma tę przewagę, że na bliższym planie dominuje w całej okazałości żółto-szaro-czerwony pałac Pena.
Cały masyw Cruz Alta znajduje się w granicach parku Pena, do którego wstęp jest płatny (wejście jak do pałacu Pena).